# Tapeinosperma hornei
Tapeinosperma hornei är en viveväxtart som beskrevs av Carl Christian Mez. Tapeinosperma hornei ingår i släktet Tapeinosperma och familjen viveväxter. Inga underarter finns listade i Catalogue of Life.